# Three Minutes to Earth
„Three Minutes to Earth“ е съвместна песен на „Дъ Шин“ и Марико Ебралидзе, с която ще представят Грузия на „Евровизия 2014“. Музиката е на Заза Миминошвили, член на групата, а текстът е написан от Ойген Елиу.
„Песента описва последните три минути на дълга разходка обратно към Земята, обратно към вкъщи“, споделят музикантите в интервю за официалния сайт на песенния конкурс. „Тя е за чувствата и мислите, които възникват при завръщането ти и също така се опитва да отговори на въпроса как звучи земята в момента“, допълват те.
Предстои заснемане на клип към песента в Грузия. Официалното ѝ представяне е през март 2014 година.